# Maisons sur l'Achterzaan
Les Maisons sur l'Achterzaan est une huile sur toile de 1871 du peintre Claude Monet. 

## Représentation
L'œuvre représente des maisons de jardin sur la rive ouest de l'Achterzaan à Zaandam, aux Pays-Bas. Il l'a peinte depuis le barrage de Zaan, orienté au nord-ouest. Le tableau fait partie de la collection du Metropolitan Museum of Art de New York.

## Contexte
Monet se rend aux Pays-Bas sur les conseils de son collègue peintre Charles-François Daubigny, qui lui recommande vivement d'étudier les splendeurs du fleuve Achterzaan. Les tableaux que Monet a réalisés au cours de son voyage (souvent appelés ses paysages hollandais), dont des Maisons, ont été bien accueillis par ses compagnons impressionnistes.